# 马特奥·穆萨基奥
马特奥·巴勃罗·穆萨基奥（西班牙語：Mateo Pablo Musacchio，發音：[maˈte.o muˈsakjo]；1990年8月26日—），是一名阿根廷職業足球員，场上司職中堅。
梅沙基奧於19歲轉會至維拉利爾後，職業生涯大部份時間於此渡過，效力的7年間為球隊上陣249場比賽，攻入7球。2017年，他轉會至意大利甲組足球聯賽球會AC米蘭。

## 球會生涯

### 河床
梅沙基奧於阿根廷罗萨里奥，為河床的青訓球員。於2006-07賽季，他在16歲時首次代表河床的一線隊上陣，共上陣4場比賽。於贏得阿根廷足球甲级联赛的2007-08賽季，他並未為球隊於聯賽上陣任何一場比賽。

### 維拉利爾
2009年8月，梅沙基奧轉會至西班牙甲組足球聯賽球會維拉利爾。起初，他為球隊的B隊上陣。9月5日，他在對陣科尔多瓦首次代表B隊上陣，但球隊以1比3落敗。最終，維拉利爾B隊於聯賽以第7名完成賽季。
2010年2月13日，梅沙基奧成為歐盟球員後，他於對陣畢爾包的聯賽中的最後15分鐘後備入替，首次為球隊的一線隊上陣。梅沙基奧開始超越伊萬·馬卡諾和，成為球隊的正選球員。
效力維拉利爾的時期，梅沙基奧經歷過數次的傷患。

### AC米蘭
2017年5月30日，梅沙基奧通過體測後，正式轉會至意大利甲組足球聯賽球會AC米蘭，簽約4年。

## 國家隊生涯
2011年5月，梅沙基奧首次獲阿根廷國家足球隊徵召，參加對陣尼日利亞國家足球隊和波蘭國家足球隊的友誼賽。領隊於此次徵召中，只挑選25歲或以下的球員。6月2日，他在對陣尼日利亞隊時首次代表阿根廷隊上陣，但球隊以1比4見負。

## 個人生活
梅沙基奧的祖父母來自意大利莫利塞大区波尔托坎诺内，而姓氏「梅沙基奧」是來自阿爾巴尼亞中南部地區，住在意大利的阿爾巴尼亞人亦廣泛使用。

## 榮譽

### 球會
河床
- 阿根廷足球甲级联赛：2007-08賽季

## 外部連結
- 馬特奧·梅沙基奧效力阿根廷聯賽時的數據 （西班牙文）
- 马特奥·穆萨基奥在BDFutbol中的档案
- 马特奥·穆萨基奥在 National-Football-Teams.com 上的出场纪录
- 马特奥·穆萨基奥 – FIFA國際賽競賽紀錄 (存檔)
- Soccerway資料庫：马特奥·穆萨基奥